# MX Linux
MX Linux es un sistema operativo Linux ligero basado en Debian estable, con los componentes centrales de antiX, con software adicional creado y empaquetado por MX Community. Se desarrolla como una empresa cooperativa entre las comunidades de antiX y el antiguo MEPIS, con el objetivo de utilizar las mejores herramientas de cada una de estas distribuciones. El 'nombre' MX proviene de la M de MEPIS y la X de antiX, un reconocimiento de sus raíces. El objetivo declarado de la comunidad es «combinar un escritorio elegante y eficiente con una configuración simple, alta estabilidad, rendimiento sólido y tamaño medio». MX Linux puede descargarse con los entornos de escritorios XFCE o KDE.

## Historia
MX Linux comenzó a partir de un debate sobre las opciones futuras entre los miembros de la comunidad de MEPIS. Después, los desarrolladores de antiX se unieron a ellos, trayendo el sistema de compilación ISO así como la tecnología Live-USB/DVD. Para ser incluido en DistroWatch, MX Linux se presentó inicialmente como una versión de antiX. Recibió su propia página en dicho portal como una distribución separada con el lanzamiento de la primera versión beta pública, MX-16, el 2 de noviembre de 2016.
La serie MX-14, basada en Debian Estable «Wheezy», usó primero XFCE 4.10 y, luego, con la versión 14.4, XFCE 4.12. Las versiones de esta serie se propusieron de tamaño reducido de forma que pudieran caber en un CD, una restricción que limitaba las aplicaciones que podrían incluirse. Esta serie vio la evolución gradual de las herramientas MX, una colección de utilidades diseñadas para ayudar al usuario a gestionar con facilidad una variedad de tareas comunes que de otro modo resultarían técnicamente complejas.
MX-15 se mudó al nuevo Debian Estable "Jessie" usando systemd-shim, lo que significa que systemd está instalado pero el inicio predeterminado es sysvinit. Se eliminó la limitación de tamaño, lo que permitió a los desarrolladores presentar al usuario un producto completo. Expansión sustancial de las herramientas MX.
MX-16 todavía estaba basado en Debian Estable "Jessie" pero con muchas aplicaciones respaldadas y agregadas también de otras fuentes. También tenía adiciones y mejoras a las herramientas MX, importación de desarrollos avanzados antiX, soporte expandido y una combinación completamente nueva de íconos / temas / fondos de pantalla.
MX-16.1 recopiló todas las correcciones de errores y mejoras desde MX-16 y agregó un nuevo tema de Kingfisher, herramientas MX mejoradas y optimizadas, documentación revisada y nuevas traducciones.
MX-17 cambia su base a Debian 9 (Stretch), y trae ilustraciones mejoradas, nuevas herramientas MX, funcionamiento en vivo mejorado a través de antiX y muchos otros cambios detallados en el Blog de MX.
MX-18 continúa con el desarrollo de las herramientas MX, presenta un núcleo muy reciente, permite el cifrado de todo el disco y agrega temas de GRUB y funcionalidad de bienvenida a través de las opciones de arranque MX. Se han incluido nuevas ilustraciones y una mejor localización. Detalles en el Blog de MX.
MX Linux 19 «Patito Feo» en la nueva versión de la distribución, como novedad principal se destaca que la base del sistema se ha actualizado a Debian 10 “Buster” junto con algunos paquetes de los últimos repositorios antiX y MX.
MX-21 “Wildflower” se lanzó el 21 de octubre del 2021, teniendo como novedad tener su base en Debian 11 (Bullseye).

## Lanzamientos
| Versión                                 | Fecha                         | Kernel       |
| --------------------------------------- | ----------------------------- | ------------ |
| Mx-23.2 Advanced Hardware Support (AHS) | 21 de enero de 2024           | 6.6 liquorix |
| Mx-23.2                                 | 21 de enero de 2024           | 6.1          |
| Mx-23                                   | 31 de julio de 2023           | 6.1          |
| Mx-21 Advanced Hardware Support (AHS)   | 22 de noviembre de 2021       | 5.10         |
| Mx-21                                   | 21 de octubre de 2021         | 5.10         |
| Mx-19.4.1                               | 2 de abril de 2021            | 5.10 lts     |
| MX-19                                   | 21 de octubre de 2019         | 4.19.6       |
| MX-18.3                                 | 26 de mayo de 2019            | 4.19.5       |
| MX-18.2                                 | 7 de abril de 2019            | 4.19.5       |
| MX-18.1                                 | 9 de febrero de 2019          | 4.19.5       |
| MX-18                                   | 20 de diciembre de 2018       | 4.19.5       |
| MX-17.1                                 | 14 de marzo de 2018           | 4.15.4       |
| MX-17                                   | 15 de diciembre de 2017       | 4.15.4       |
| MX-16.1                                 | 8 de junio de 2017            | 4.7.8        |
| MX-16                                   | 13 de diciembre de 2016       |              |
| MX-15                                   | 24 de diciembre de 2015       |              |
| MX-14.4                                 | 22 de marzo de 2015           |              |
| MX-14.3                                 | 3 de diciembre de 2014        |              |
| MX-14.2                                 | 30 de junio de 2014           |              |
| MX-14.1.1                               | 18 de junio de 2014           |              |
| MX-14                                   | 27 de marzo de 2014 (non-PAE) |              |
| MX-14                                   | 24 de marzo de 2014 (PAE)     |              |

## Características
MX Linux tiene herramientas básicas como un instalador que maneja computadoras UEFI, un método basado en GUI para cambiar el núcleo Linux y programas básicos antiX. Pero MX se destaca de otras distribuciones al tener un conjunto de herramientas orientadas al usuario llamadas Herramientas MX. Muchas de estas herramientas se desarrollaron específicamente para MX, mientras que algunas se derivaron de aplicaciones antiX existentes o son aplicaciones antiX existentes; una pareja fue importada con permiso de fuentes externas.
Por ejemplo, uno de los más interesantes es MX-snapshot una herramienta GUI para remasterizar una instalación en vivo en un solo archivo .ISO. Esta imagen "clonada", rápida y convenientemente, se puede iniciar desde el disco o la memoria USB mientras se mantienen todos los ajustes. De esta manera, una instalación puede migrarse o distribuirse de manera conveniente a un nuevo disco duro o unidad de memoria USB que requiera casi ningún esfuerzo administrativo, ya que un método avanzado de copia del sistema de archivos (desarrollado por antiX-linux) que utiliza montajes de enlace que realizan el "levantado pesado". La instantánea también sirve como una copia de seguridad esencialmente completa y conveniente de la instalación.
Mx Linux viene con entornos de escritorio para elegir:
-Xfce es el buque insignia del sistema. Es un entorno de escritorio de peso medio que tiene como objetivo ser rápido y de pocos recursos, sin dejar de ser atractivo y fácil de usar.
-KDE es bien conocido por su "Plasma" de escritorio avanzado y una amplia variedad de aplicaciones potentes.
-Fluxbox une la velocidad, el bajo uso de recursos y la elegancia de Fluxbox con el conjunto de herramientas de MX Linux - Xfce.